# Chris Watson (basket-ball)
Pour les articles homonymes, voir Chris Watson et Watson.
Chris Watson, né le 16 juillet 1975, à White Plains, dans l'État de New York, est un joueur de basket-ball américain naturalisé israélien. Il évolue durant sa carrière au poste d'ailier.